# Tipula (Lunatipula) macswaini
Tipula (Lunatipula) macswaini is een tweevleugelige uit de familie langpootmuggen (Tipulidae). De soort komt voor in het Nearctisch gebied.